# Struttura non spingente

Applicazione di forze verticali su una trave sospesa

In architettura una struttura non spingente è un elemento architettonico "portato" (cioè che non scarica il proprio peso al suolo, ma su un altro elemento) che genera unicamente forze di spinta verso il basso (compressione) sui sostegni.

## Descrizione
Le strutture non spingenti sono le più semplici e quelle usate sin dai tempi più antichi, rispetto a quelle "spingenti", cioè che generano anche forze laterali verso destra e sinistra (in uso dall'epoca romana).
Le tipiche strutture non spingenti sono gli architravi, i solai e i tetti a capriate. Essendo in genere strutture che nella parte centrale sono sospese nel vuoto, esse hanno un limite di utilizzo in base al peso che vi viene appoggiato sopra e alla resistenza del materiale.
Nel tratto sospeso che le caratterizza si esercita infatti uno "sforzo di flessione", che tende a flettere (o a spezzare) nel punto più lontano dai sostegni. Infatti l'entità di queste forze (il "modulo") è più elevata a seconda del "braccio", cioè della distanza dal sostegno più vicino, mentre è nulla sul sostegno stesso (nei cosiddetti "punti di applicazione"). Il prodotto tra il braccio e il modulo è il momento meccanico.
Il problema tipico di un architrave è quello di calcolare il peso che sopporta e valutare il rapporto tra lunghezza e altezza da utilizzare in concreto. Talvolta nell'edilizia medievale si incontrano architravi pentagonali (con l'estremità superiore leggermente appuntita), che rinforzano il punto più debole (il centro) e incanalano il peso sui sostegni ai lati.